# الاتحاد السياسي الديمقراطي الكردي
الاتحاد السياسي الديمقراطي الكردي ( (بالكردية: Yekîtiya Siyasî ya Demokrata Kurd)‏, أو KDPU كان تحالفًا كرديًا سوريًا مرتبطًا بالحزب الديمقراطي الكردستاني الذي يتزعمه الرئيس الكردي العراقي مسعود بارزاني.
تأسس الحزب في ديسمبر 2012 في القامشلي، وكان يهدف إلى تشكيل حزب جديد لمنافسة الدور المهيمن لحزب الاتحاد الديمقراطي (PYD) في حكم منطقة روج آفا الكردية السورية المستقلة بحكم الأمر الواقع. وبعد تفكك أحد الأحزاب في عام 2013، حل التحالف في أبريل 2014، واندمجت الأحزاب المتبقية في الحزب الديمقراطي الكردستاني في سوريا (KDP-S).

## التاريخ

### التأسيس
تأسس الاتحاد السياسي الديمقراطي الكردي في 15 كانون الأول (ديسمبر) 2012. شارك 1500 شخص في حفل التأسيس في مدينة القامشلي الكردية السورية. وكان الاتحاد مكوناً من أربعة أحزاب:
- الحزب الديمقراطي الكردستاني في سوريا (KDP-S)،
- فرعا حزب الحرية الكردي في سوريا (أو آزادي بقيادة مصطفى خضر أوسو ومصطفى جمعة).
- وحزب الاتحاد الكردي في سوريا ( Partiya Yekîtî ya Kurdî li Sûriyê، أو PYKS).

تشكل التحالف من أربعة أحزاب مستاءة من الضعف الملحوظ للمجلس الوطني الكردي باعتباره "مجموعة فرعية" داخل المجلس لتعزيز الوحدة.

## الاشتباكات مع حزب الاتحاد الديمقراطي
واشتبكت الميليشيا التي شكلتها مع وحدات الحماية الشعبية (YPG)، وهي ميليشيا يسيطر عليها حزب الاتحاد الديمقراطي (PYD)، في أبريل/نيسان 2013. ويدعي التحالف حاليًا أن لديه 1500 مقاتل في سوريا، وتقوم حكومة إقليم كردستان بتدريب القوات في العراق التي سيسيطر عليها التحالف في نهاية المطاف. سيندمج حزبا الحرية والحزب المتحد الكردستاني (برئاسة عبد الباسط حمو) في الحزب الديمقراطي الكردستاني في سوريا.
في 1 مارس 2014، لم تسمح الآسايش المرتبطة بحزب الاتحاد الديمقراطي لأعضاء التحالف بالعبور إلى العراق لعقد اجتماع في أربيل.

## الانحلال
منذ البداية، تعرض التحالف للضعف بسبب الصراعات الداخلية على السلطة. وفي حين تم تشكيله ظاهرياً بهدف الاندماج العادل بين الطرفين، فقد اتُهم الحزب الديمقراطي الكردستاني - سوريا الأقوى باستخدام نفوذه السياسي ودعم حكومة إقليم كردستان العراق في محاولة لاستيعاب جميع الأحزاب الأخرى. ولم يُسمح إلا لأعضاء الحزب الديمقراطي الكردستاني في سوريا بأن يصبحوا جزءًا من الميليشيا الصغيرة، مما أثار مزاعم بأن الحزب الديمقراطي الكردستاني يتصرف بطريقة مماثلة لكيفية احتكار حزب الاتحاد الديمقراطي للسيطرة على وحدات حماية الشعب.
ونتيجة لذلك، تخلى حزب يكيتي عن التحالف عام 2013. في أوائل أبريل 2014، اندمج حزب آزادي، إلى جانب ثلاثة أحزاب أخرى، في الحزب الديمقراطي الكردستاني- سوريا.